# 莫目
莫目（まくも）は高麗楽、百済楽で用いられた楽器である。『莫牟』とも表記される。
縦笛の一種というが、廃絶しており、実物も現存していない。

## 概要
『類聚三代格』によると、809年3月21日の太政官符に雅楽寮、雑楽師が定められたが、そのなかに高麗楽師、百済楽師のなかにそれぞれ莫目師が見える。
848年嘉祥元年9月22日の太政官符に、雅楽寮、雑色生を減定するべきことが見えるなかに、高麗楽生のなかに莫目生、百済楽生のなかに莫目生が見える。
『倭名類聚鈔』では、管籥のなかにあり、歌儛品目では、管籥の類かという。